# تارکو-ساله
شهر تارکو-ساله (به روسی: Тарко-Сале) در کشور روسیه و در ناحیه خودگران یامالو-ننتس واقع شده‌است.